# 김수연 (농구 선수)
김수연(金水蓮, 1986년 4월 17일 ~ )은 대한민국의 전 농구 선수이다. 한국여자프로농구(WKBL) 청주 KB 스타즈와 인천 신한은행 에스버드 소속으로 활동했으며, 포지션은 센터이다.

## 경력
인성초등학교 2학년 때 농구에 처음 입문하였다. 2004년 열린 2005 WKBL 신입선수 선발회에서 1라운드 전체 4순위로 천안 KB 세이버스에 지명되었다.

## 수상
- 2001년 제38회 춘계연맹전 여중부 우수상
- 2004년 연맹회장기 중고 농구대회 여고부 최우수상
- 2004년 제40회 쌍용기 고교 농구 대회 여고부 최우수상
- 2004 제85회 전국체육대회 여고부 최우수상(우승)
- 제 17회 아시아청소년 선수권 출전(2004. 준우승)
- 2006 퓨쳐스 리그 베스트5
- 2006 퓨쳐스 리그 리바운드상
- 2007 퓨쳐스 리그 베스트5
- 2007 퓨쳐스 리그 블록상
- 2007 퓨쳐스 리그 리바운드상
- 2007 퓨쳐스 리그 최우수선수상
- 2007 겨울리그 우수후보선수상
- 2007~2008 겨울리그 우수수비선수상